# Édouard Corniglion-Molinier

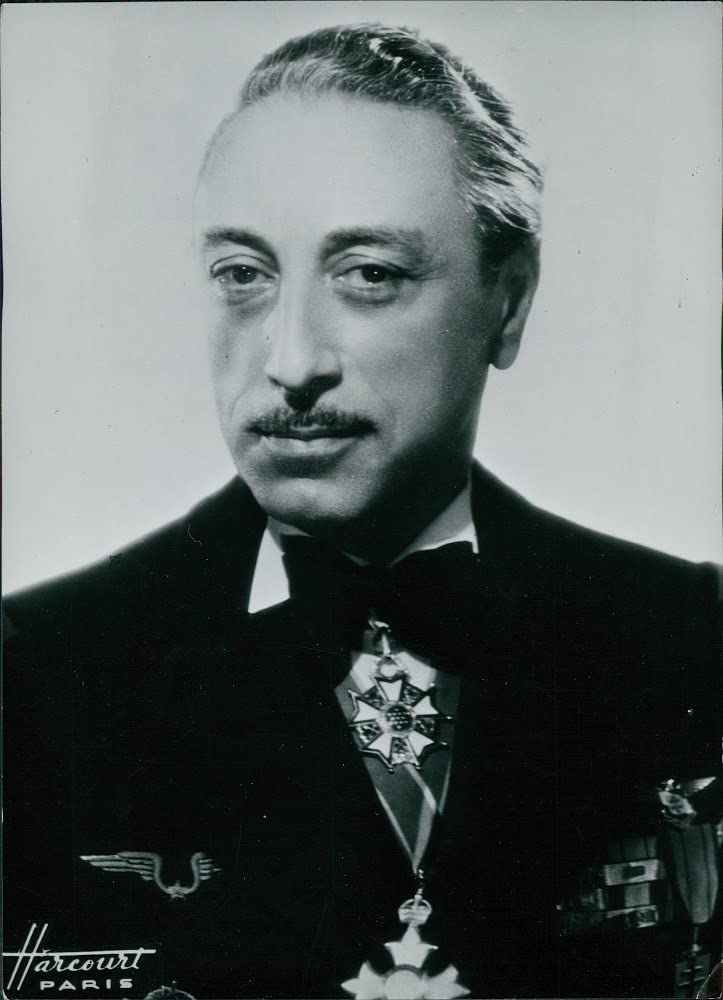
Édouard Corniglion-Molinier (1953)

Edouard Alfred Flaminio Corniglion-Molinier (* 23. Januar 1898 in Nizza, Département Alpes-Maritimes; † 9. Mai 1963 im 6. Arrondissement (Arrondissement du Luxembourg), Paris) war ein französischer Kampfpilot der Luftstreitkräfte, Filmproduzent und Politiker der Rassemblement du peuple français (RPF) und der Union pour la Nouvelle République (UNR), der unter anderem von 1948 bis 1951 Mitglied des Rates der Republik sowie zwischen 1951 und 1958 Mitglied der Abgeordnetenkammer sowie Minister in mehreren Regierungen der Vierten Französischen Republik war. Er war in der Fünften Republik zwischen 1962 und seinem Tode 1963 Mitglied der Nationalversammlung.

## Leben
Edouard Alfred Flaminio Corniglion-Molinier nahm als jüngster Kampfpilot am Ersten Weltkrieg teil und wurde unter anderem mit der Militärmedaille und dem Croix de guerre 1914–1918 ausgezeichnet. Er begann nach Kriegsende ein Studium der Rechtswissenschaften an der Sorbonne, der Universität von Paris, und erwarb dort einen Doktor der Rechte. Nach Abschluss des Studiums war er in der Zwischenkriegszeit als Rechtsanwalt und Notar tätig und erwarb 1927 das von Louis Nalpas und Serge Sandberg 1919 gegründete Filmstudio Studios de la Victorine in Nizza, mit dem er unter anderem Filme wie Ein sonderbarer Fall (1937) Sierra de Teruel (1945) produzierte. Er arbeitete zudem als Journalist für die Tageszeitung Paris-Soir und wurde zu Beginn des Zweiten Weltkrieges 1939 mobilisiert. 
In der Folgezeit diente er bis zum Waffenstillstand von Compiègne am 22. Juni 1940 wieder als Kampfpilot der Luftstreitkräfte (Armée de l’air). Nach seiner Gefangennahme wurde er im Fort Saint-Nicolas in Marseille interniert und diente in den Forces aériennes françaises libres, den Luftstreitkräften der Streitkräfte des Freien Frankreichs FFL (Forces françaises libres). Während der deutschen Besetzung Frankreichs engagierte er sich in der Widerstandsbewegung Résistance als Mitglied der Libération Sud und wurde für seine Verdienste um die Befreiung Frankreichs – La Libération – zum Compagnon de la Libération ernannt. Am 18. November 1944 wurde er zum Brigadegeneral befördert und ihm das Croix de guerre 1939–1945 verliehen. Am 23. März 1945 lancierte er mit Marcel Bleustein-Blanchet und Lucien Rachet die Zeitschrift Point de Vue. Am 25. Mai 1946 wurde er Generalmajor.
Am 7. November 1948 wurde Corniglion-Molinier für die Sammlungsbewegung des französischen Volkes RPF (Rassemblement du peuple français) Mitglied des Rates der Republik (Conseil de la République), dem bisherigen Senat der Vierten Französischen Republik, und vertrat in diesem bis zum 11. August 1951 die Interessen des Départements Alpes-Maritimes. Bei der Wahl am 17. Juni 1951 wurde er für die RPF im Département Alpes-Maritimes zum Mitglied der Abgeordnetenkammer (Chambre des députés) gewählt und gehörte dieser nach seiner Wiederwahl am 2. Januar 1956 bis zum 5. Dezember 1958 an, wobei er sich 1956 der Fraktion der Sozialen Republikaner RS (Républicains sociaux) anschloss. Am 28. Juni 1953 übernahm er im Kabinett Laniel I als Staatsminister (Ministre d’État) sein erstes Regierungsamt und fungierte zwischen dem 16. Januar und dem 19. Juni 1954 im Kabinett Laniel II weiterhin als Staatsminister. Im Kabinett Faure II übernahm er vom 23. Februar 1955 bis zum 1. Februar 1956 das Amt als Minister für öffentliche Arbeiten, Verkehr und Tourismus (Ministre des Travaux publics, des Transports et du Tourisme).

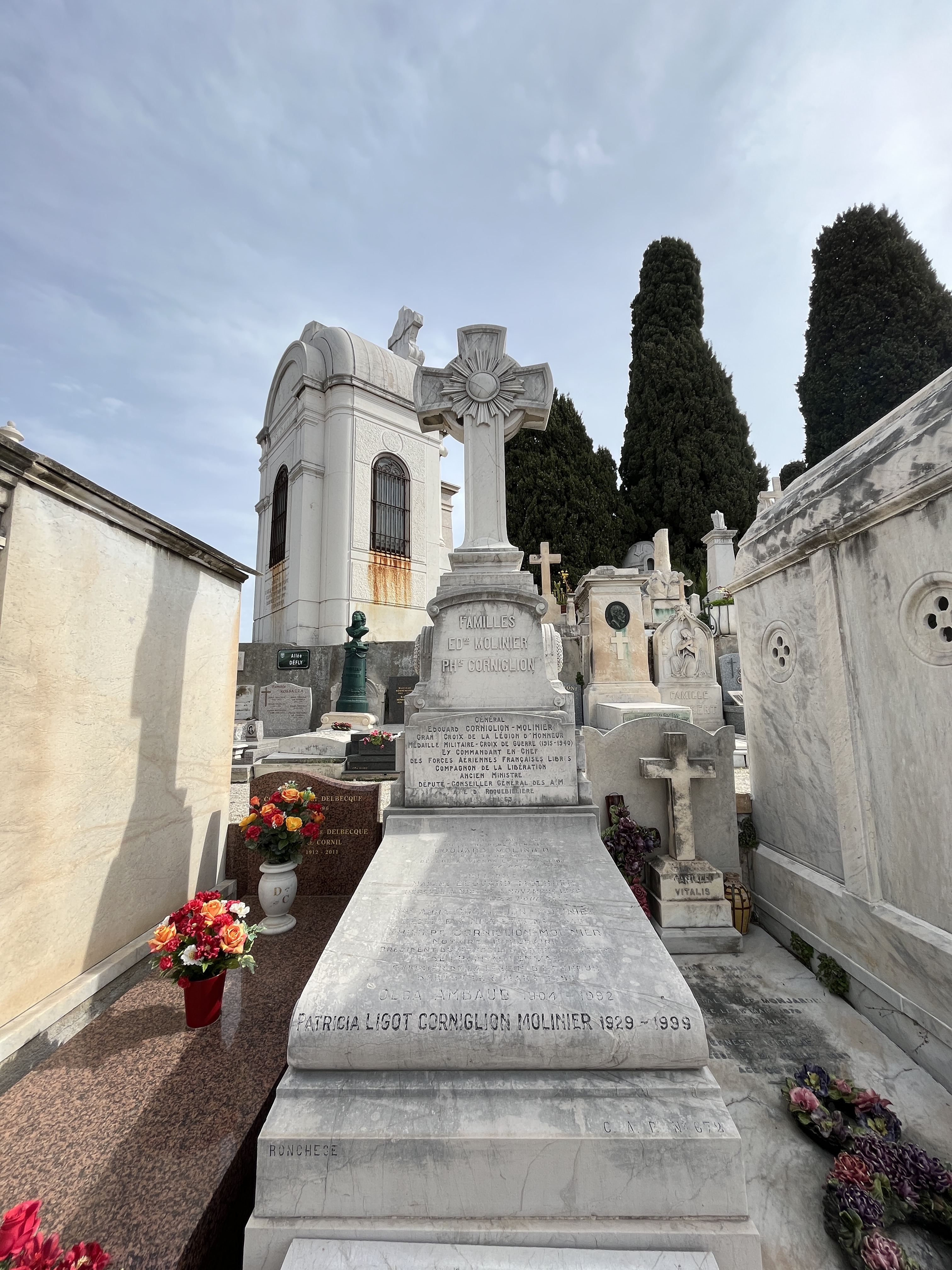
Grabstätte von Corniglion-Molinier auf dem Cimetière du Château in Nizza.

Am 13. Juni 1957 wurde Édouard Corniglion-Molinier als Siegelbewahrer und Justizminister (Garde des Sceaux, Ministre de la Justice) Kabinett Bourgès-Maunoury berufen und bekleidete diese Ämter bis zum 6. November 1957. Zuletzt bekleidete er zwischen dem 13. Mai und dem 28. Mai 1958 im Kabinett Pflimlin noch einmal die Funktion eines Staatsministers und war als solcher Minister für die Sahara.
Nach Inkrafttreten der Verfassung der Fünften Französischen Republik am 4. Oktober 1958 wurde Corniglion-Molinier am 25. November 1962 als Nachfolger von Léon Teisseire für die Union für die Neue Republik UNR (Union pour la Nouvelle République) Mitglied der Nationalversammlung (Assemblée nationale) und vertrat in dieser vom 9. Dezember 1962 bis zu seinem Tode am 9. Mai 1963 den dritten Wahlkreis des Départements Alpes-Maritimes, woraufhin Fernand Icart neuer Abgeordneter wurde. Für seine weiteren Verdienste wurde ihm zudem das Großkreuz der Ehrenlegion und der Sahara-Verdienstorden verliehen.
Edouard Alfred Flaminio Corniglion-Molinier war von 1924 bis zu seinem Tode 1963 mit der Malerin, Illustratorin und Vertreterin der Afrikanismus-Bewegung Raymonde Lucienne Heudebert (1894–1991) verheiratet und wurde nach seinem Tode auf dem Cimetière du Château in Nizza beigesetzt.

## Hintergrundliteratur
- Maurice Ligot: Édouard Corniglion-Molinier. Un paladin au XXe siècle,. Les 3 Colonnes, Bordeaux 2019, ISBN 978-2-37480-174-2